# Бартов, Омер
Омер Бартов (ивр. עמר ברטוב‎, род. в 1954 в Израиле) — американский историк, профессор Брауновского университета, ведущий исследователь Холокоста и других военных преступлений нацистской Германии.

## Биография
Омер родился в 1954 году в киббуце Эйн-ха-Хореш в семье писателя Ханоха Бартова. Окончил Тель-Авивский университет и колледж Святого Антония Оксфордского университета. Работал и преподавал в Гарвардском и Стэнфордском университетах. В настоящее время почетный профессор Брауновского университета; возглавляет Департамент немецких исследований, работает над исследовательским проектом по истории полиэтничного населения города Бучач.
Бартов считается одним из ведущих в мире специалистов по исследованию геноцида в период Второй мировой войны. В своих работах он опровергает популярное мнение, что вермахт непричастен к совершению военных преступлений или преступлений против человечности во Второй мировой войне. Бартов утверждает, что вермахт, как одна из структур нацистской Германии, сыграл ключевую роль в Холокосте и других преступлениях против мирных жителей и военнопленных, на оккупированных территориях Советского Союза и других стран. Кроме тематики геноцида в период войны исследовал также тему антисемитских стереотипов в кино («The „Jew“ in Cinema», 2005).

## Избранные труды
- The Eastern Front, 1941—1945: German Troops and the Barbarization of Warfare. — New York: St. Martin’s Press, 1985 (переизд. 2001)
- Historians on the Eastern Front Andreas Hillgruber and Germany’s Tragedy // Tel Aviver Jahrbuch für deutsche Geschichte. — 1987. — Vol. 16. — P. 325—345.
- Hitler’s army: soldiers, Nazis, and war in the Third Reich. — New York: Oxford University Press, 1991. (фр. пер. 1999, 2003)
- Hitlers Wehrmacht: Soldaten, Fanatismus und die Brutalisierung des Krieges. — Reinbek bei Hamburg: Rowohlt, 1995. (переизд. 1999, 2001)
- Murder in our midst. The Holocaust, industrial killing, and representation. — New York; Oxford: Oxford University Press, 1996. ISBN 0-19-509847-1
- Mirrors of Destruction. War, genocide, and modern identity. — Oxford: Oxford University Press, 2000. ISBN 0-19-507723-7
- Germany’s War and the Holocaust. Disputed histories. Ithaca, NY: Cornell University Press, 2003. ISBN 0-8014-8681-5
- The Holocaust as «Leitmotif» of the Twentieth Century // Zeitgeschichte. — 2004. — Bd. 31, H. 5. — S. 315ff.
- The «Jew» in Cinema // The Golem to Don’t touch my Holocaust. — Bloomington, Ind.: Indiana University Press, 2005. ISBN 0-253-21745-8 (пер. на иврит 2008)
- Erased. Vanishing Traces of Jewish Galicia in Present-Day Ukraine (англ.). — Princeton, NJ: Princeton University Press, 2007. — ISBN 978-0-691-13121-4. (укр. пер. 2010)
- Genocide, the Holocaust and Israel-Palestine (англ.). — Bloomsbury Publishing, 2023. — 264 p. — ISBN 9781350332317.

### Публикации на русском языке
- Травма и отсутствие после 1914 года // Травма : Пункты : Сб. статей под ред. С. Ушакина и Е. Трубиной. — М.: Новое литературное обозрение, 2009.